# CJ GLS
씨제이지엘에스주식회사(영어: CJ GLS Inc., 상표: CJ GLS)는 물류사업을 중심으로하는 대한민국의 기업이다.
1983년 직물제조 및 판매를 목적으로 주식회사 호림을 상호로 설립되었다. 경상북도 경산시에 본사와 공장을 설립한 후 제직 및 임가공업을 영위하였다. 이후 1996년 제일제당㈜에 인수되었고, CJ그룹에 편입되었다. 1996년 11월 주요 업종을 운수 및 창고업으로 전환하였고, 1998년 1월 30일에 CJ그룹에서 계열 분리되었으며, 씨제이지엘에스주식회사로 상호명을 변경하였다. 이후 기존 회사는 폐업처리하여, 1998년 3월 2일에 씨제이지엘에스주식회사를 신규 설립하였다.
2005년 5월, 중국 칭다오에 시제칭다오물류유한공사를 설립하였다. 2006년 3월 삼성물산의 자회사 에이치티에이치(HTH)를 인수하였고, 싱가포르의 어코드익스프레스홀딩스를 인수하였다. 이후 7월에는 싱가포르에 CJ GLS 아시아를 설립하였다.
2007년 1월, 미국 현지법인 CJ GLS 아메리카㈜을 설립하였으며 2008년 1월에는 멕시코에 CJ GLS 중앙 아메리카를 설립하였고, 7월에 에이치티에이치를 합병했다.
2010년 CJ GLS China HQ를 중국에 설립하였고, 2011년 필리핀에 CJ GLS Philippines VMI를, 인도에 CJ GLS India를 각각 설립했다.
2013년 4월 1일 씨제이대한통운㈜에 합병되어 폐업하였다.

## 연혁
- 1983년: ㈜호림 설립.
- 1996년 제일제당㈜에 인수되어 CJ그룹에 편입. 업종 전환.
- 1998년: CJ그룹 계열에서 분리, 상호명 변경: 씨제이지엘에스주식회사
- 2000년: 홍콩 법인 설립.
- 2001년: ISO 9001(2000) 인증 획득, 창고관리시스템 구축.
- 2004년: 중국 상하이 법인 설립.
- 2005년: 중국 칭다오에 시제칭다오물류유한공사 설립.
- 2006년: 에이치티에이치 및 어코드익스프레스홀딩스 인수. 싱가포르에 CJ GLS 아시아 설립. 12월 11일, '피오에스 시스템을 이용한 택배 시스템 및 그 방법' 특허권 취득.
- 2007년: CJ GLS 아메리카㈜ 미국에 설립. 6월 1일, '랜탈 택배 시스템 및 그 방법' 특허권 취득. 9월 3일, '피오에스 택배용 운송장' 및 '광고 기능을 가진 운송장 수납봉투' 특허권 취득.
- 2008년: 멕시코에 CJ GLS 중앙 아메리카 설립. 에이치티에이치 합병. 말레이시아 물류업체 인수.
- 2009년: 옥천 메가허브 터미널 개관. 중국 선전 법인 설립.
- 2010년: CJ GLS China HQ 중국 상하이에 설립.
- 2011년: 필리핀에 CJ GLS Philippines VMI, 중국 충칭에 물류사무소 설립.5월, 인도에 CJ GLS India 설립.
- 2012년: 6월, 라오스 법인 설립.
- 2013년 4월 1일: 씨제이대한통운㈜에 합병.